# Labinje
Labinje – wieś w Słowenii, w gminie Cerkno. W 2018 roku liczyła 84 mieszkańców.